# Чемпіонат світу з хокею із шайбою 2024 (дивізіон IV)
Чемпіонат світу з хокею із шайбою 2024 — чемпіонат світу з хокею із шайбою, який відбувався в столиці Кувейту Ель-Кувейт з 16 по 19 квітня 2024 року.

## Учасники
| Збірна    | Результати 2023 року                |
| --------- | ----------------------------------- |
| Малайзія  | 6-е місце у Дивізіоні ІІІ B.        |
| Монголія  | 2-е місце у Дивізіоні IV.           |
| Кувейт    | Господар, 3-є місце у Дивізіоні IV. |
| Індонезія | 4-е місце у Дивізіоні IV.           |

## Таблиця
| Поз | Команда    | М | В | ВО | ПО | П | ГЗ | ГП | Різ | О | Підвищення     |
| --- | ---------- | - | - | -- | -- | - | -- | -- | --- | - | -------------- |
| 1   | Монголія   | 3 | 3 | 0  | 0  | 0 | 28 | 7  | +21 | 9 | Дивізіон III B |
| 2   | Кувейт (H) | 3 | 2 | 0  | 0  | 1 | 25 | 13 | +12 | 6 |                |
| 3   | Індонезія  | 3 | 0 | 1  | 0  | 2 | 17 | 23 | −6  | 2 |                |
| 4   | Малайзія   | 3 | 0 | 0  | 1  | 2 | 9  | 36 | −27 | 1 |                |

## Результати
| Дата       | Команда   | Рахунок    | Команда   |
| ---------- | --------- | ---------- | --------- |
| 16.04.2024 | Монголія  | 9 : 3      | Індонезія |
| 16.04.2024 | Малайзія  | 1 : 15     | Кувейт    |
| 18.04.2024 | Індонезія | 7 : 6 (ОТ) | Малайзія  |
| 18.04.2024 | Монголія  | 5 : 2      | Кувейт    |
| 19.04.2024 | Малайзія  | 2 : 14     | Монголія  |
| 19.04.2024 | Кувейт    | 8 : 7      | Індонезія |